# Juan Calatayud
Juan Jesús Calatayud Sánchez (Antequera, Málaga, 21 de diciembre de 1979) es un exfutbolista español que jugaba de guardameta.

## Trayectoria

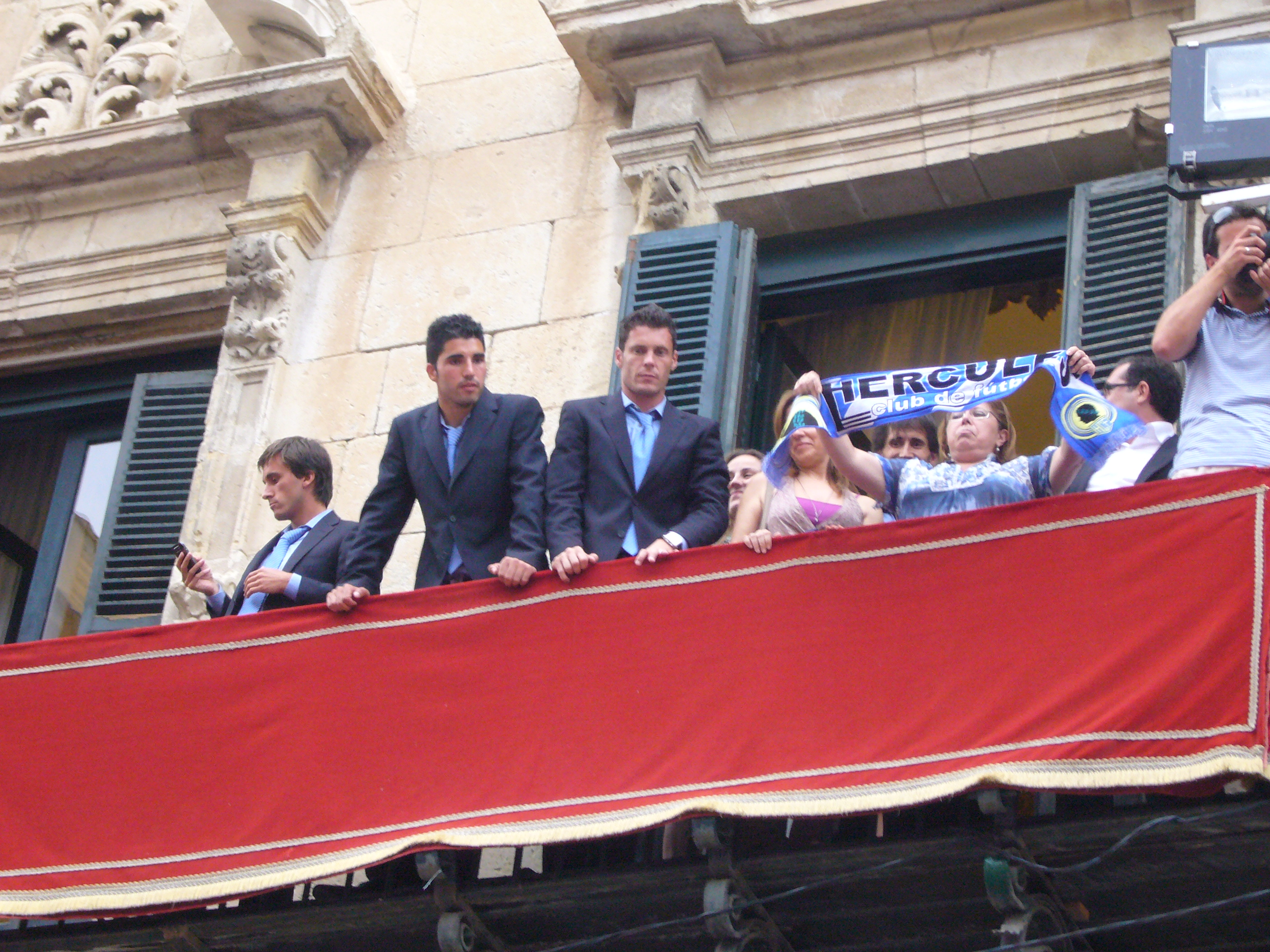
Calatayud en el ayuntamiento de Alicante tras el ascenso a Primera división con el Hércules C. F. en la temporada 2009/10.

Calatayud se formó en la cantera del Málaga CF. En la temporada 1999/00 subió al equipo filial malaguista que militaba en Tercera División, donde permaneció durante tres temporadas. En la temporada 2001/02 logró el subcampeonato de su grupo de Tercera División y el posterior ascenso a Segunda División B con el Málaga B.
En la temporada 2002/03 fue cedido al Algeciras CF. En el conjunto rojiblanco realizó una excepcional campaña, el equipo quedó campeón del Grupo IV de Segunda B y ascendió a Segunda División con suma autoridad.
Tras una temporada en Algeciras regresó a Málaga para jugar en Primera División con el primer equipo. En la temporada 2003/04 debutó en la máxima categoría del fútbol español, fue el 29 de octubre de 2003 en el encuentro Athletic-Málaga CF (2-1).
Tras dos buenas temporadas con el Málaga en las que el equipo repitió el puesto décimo en sendas temporadas, Juan Calatayud marchó cedido por un año al Getafe CF de Bernd Schuster, equipo en el acumuló experiencia en Primera División.
En 2006 fichó por el Real Racing Club en propiedad. En su primera temporada en el conjunto cántabro participó en el equipo de manera testimonial con 7 encuentros jugados en liga. Finalizando esa temporada cabe recordar que detuvo un penalti a Sávio, de la Real Sociedad, en el penúltimo partido de liga, que prácticamente convertía a los de Anoeta en equipo de Segunda.
En verano de 2007, con la llegada de Marcelino García Toral como entrenador, Calatayud fue apartado del equipo (aunque le mantuvieron el dorsal) y entrenó durante toda la temporada al margen del grupo. En el mercado invernal de fichajes, el Hércules CF apostó fuerte por el jugador antequerano, si bien no frutuficaron las negociaciones y el club herculano fichó a Richard Sanzol, también en paro.
El 19 de junio de 2008 rescindió su contrato con el Racing. El 3 de julio de 2008 firmó un contrato por dos temporadas con el equipo alicantino del Hércules CF. En su 1.ª temporada con el Hércules CF se quedó a las puertas del ascenso a Primera División, pero en su segundo intento consiguió el ansiado ascenso con el conjunto alicantino, renovando un año su contrato tras rendir a un buen nivel y ser clave en varias de sus victorias.
En la temporada 2010/11 jugó con el Hércules CF en la máxima categoría, pero las cosas no fueron bien, ya que el equipo descendió a Segunda División faltando 3 jornadas. Tuvo una oferta del Hércules CF para poder renovar pero no lo aceptó, abandonando la entidad siendo un jugador muy querido por la afición herculana.
El 5 de julio de 2011 hizo oficial su fichaje por el RCD Mallorca para las próximas 2 temporadas.
Después de pasar por el Videoton F.C húngaro y por el Atlético de Kolkata indio, el 30 de junio de 2016 el guardameta fichó por el equipo de su ciudad natal, el Antequera Club de Fútbol. El portero antequerano vuelve a casa con la idea de acabar su carrera con el equipo que le vio crecer. Actualmente es entrenador del Málaga C.F femenino.

## Clubes
| Club                | País    | Año       | Partidos | Goles |
| ------------------- | ------- | --------- | -------- | ----- |
| Málaga CF B         | España  | 1999-2002 | 40       | 0     |
| Algeciras CF        | España  | 2002-2003 | 0        | 0     |
| Málaga CF           | España  | 2003-2005 | 40       | 0     |
| Getafe CF           | España  | 2005-2006 | 16       | 0     |
| Racing de Santander | España  | 2006-2008 | 9        | 0     |
| Hércules CF         | España  | 2008-2011 | 118      | 0     |
| RCD Mallorca        | España  | 2011-2013 | 13       | 0     |
| Videoton F.C.       | Hungría | 2013-2015 | 72       | 0     |
| Atlético de Kolkata | India   | 2015-2016 | 3        | 0     |
| Antequera CF        | España  | 2016-2017 | 0        | 0     |

## Palmarés

### Campeonatos nacionales
| Título                     | Club         | País   | Año       |
| -------------------------- | ------------ | ------ | --------- |
| Segunda División B (Gr.IV) | Algeciras CF | España | 2002-2003 |

## Premios
Nominado mejor portero de la Liga Adelante en la temporada 2009-2010.